# Federico Canuti
Federico Canuti (Pesaro, 30 agosto 1985) è un ex ciclista su strada italiano, professionista dal 2008 al 2013 e di nuovo nel 2017.

## Carriera
Da dilettante Canuti ottiene successi prestigiosi come il Giro delle Valli Aretine nel 2006 e una tappa al Giro della Toscana Under-23 nel 2007. Passato professionista nel 2008 con la CSF Group-Navigare di Bruno Reverberi, coglie due secondi posti alla Hel van het Mergelland, nel 2009 e nel 2011, e partecipa a due edizioni del Giro d'Italia. Nel 2012 si trasferisce alla Liquigas-Cannondale di Roberto Amadio; nella stessa stagione prende parte al Tour de France. Dopo aver lasciato il professionismo a fine 2013 per gareggiare nei criterium statunitensi, nel 2017 torna per un ultimo anno da pro con il team D'Amico-Utensilnord.

## Palmarès
- 2006 (Dilettanti Under-23, Futura Team-Matricardi)

Trofeo Gruppo Meccaniche Luciani
Giro delle Valli Aretine
- 2007 (Dilettanti Under-23, Bedogni-Natalini-Monsummanese)

Gran Premio Pedalata Elettrica - Memorial Gino Bartali
Gran Premio Due Paesi in Festa
4ª tappa Giro della Toscana Under-23 (Monsummano Terme > Monsummano Terme)

## Piazzamenti

### Grandi Giri
- Giro d'Italia

2010: ritirato (17ª tappa)
2011: 94º
- Tour de France

2012: 114º

### Classiche monumento
- Milano-Sanremo

2010: ritirato
- Parigi-Roubaix

2012: ritirato
- Liegi-Bastogne-Liegi

2012: ritirato
- Giro di Lombardia

2008: 16º
2010: ritirato
2011: 31º